# ارزش‌داوری
ارزش‌داوری (به انگلیسی: Value Judgement یا Judgementalism) قضاوتی‌است؛ براساس اعتقادات و نظرات شخصی و نه واقعیات موجود.
نظریه‌پردازان برجستهٔ علوم اجتماعی بر جدایی مطلق قضاوت‌های ارزشی از قضاوت‌های علمی اصرار ورزیده‌اند و معتقدند که قضاوت‌های علمی نباید ارزشی باشند. علی‌رغم این پافشاری، همین نظریه پردازان این نکته را تشخیص می‌دهند که در واقعیت دانشمندان علوم انسانی سیستم ارزشی خاصی را در کارهایشان اتخاذ می‌کنند و ممکن است انگیزه آن‌ها از مطالعه یک موضوع تغییر یا معالجه شرایط اجتماعی موجود باشد. بدین سان نتایج نهایی محقق مخلوطی از نتایج علمی، و دیدگاه‌های اخلاقی پژوهشگر (که نوعی از ارزش گذاری است) می‌شود.

## در روش‌شناسی علوم اجتماعی دوره کلاسیک
امیل دورکیم (بنیانگذار رشته دانشگاهی جامعه‌شناسی در فرانسه) باورمند بود علم جامعه‌شناسی نباید به قضاوت‌های ارزشی آلوده شود. به باور دورکیم در توصیف و تبیین جامعه‌شناسانه و علمی یک پدیده اجتماعی تنها باید بدنبال شناخت «واقعیت اجتماعی» بود. علی‌رغم اینها، دورکیم باور داشت جامعه‌شناسی به عنوان یک علم می‌تواند در تعیین ارزش‌های اخلاقی و نحوه رفتار مناسب در یک جامعه جهت افزایش میزان انسجام اجتماعی مفید باشد. به عقیده دورکیم تنها زمانی جامعه‌شناسی می‌تواند هدفش را کاملاً برآورده شده بیابد که «علمی از اخلاقیات» تولید کند. علم اخلاقیات متشکل از آن چیزی است که در یک فرهنگ «عموماً پذیرفته شده» است. بدینسان، دورکیم بین واقعیت‌های اجتماعی و ارزش‌های اخلاقی حرکت می‌نمود و تلاش می‌کرد از بررسی علمی اخلاقیات، به قضاوت‌های اخلاقی برسد و بدین صورت علم جامعه‌شناسی را با نتایج عملی آن پیوند دهد.
ماکس وبر معتقد بود لازم است تفکیک نامشروطی بین «واقعیت‌های تجربی» و «ارزش‌گذاری بر روی آن واقعیت‌ها» انجام شود. برای وبر، واقعیت‌ها و ارزش‌ها کاملاً از جنس‌های متفاوتی بوده و معتقد بود که یک محقق علوم اجتماعی باید از ارزش‌گذاری اجتناب کند زیرا آن نحوه نگرش باعث جانبدارانه شدن کار علمی محقق می‌شود. علی‌رغم اینها، وبر با دورکیم هم عقیده بود که ارزش‌ها (خصوصاً ارزش‌های اخلاقی) در زندگی اجتماعی افراد بیشترین اهمیت را دارند. ماکس وبر این نکته را تشخیص می‌داد که واقعیت‌ها و هنجارهای اجتماعی به طرق مختلف در سنت رایج در علوم اجتماعی به صورت در هم تنیده حضور دارند. به عنوان مثال، موضوعی که یک محقق برای تحقیق انتخاب می‌کند به ارزش‌های فرهنگی او وابسته‌است، و هنگامی که محقق مشغول به تحقیق است خودش را به ارزش‌هایی مانند صداقت و دقت متعهد کرده‌است. واژهٔ آلمانی Wertfreiheit (=بی‌طرفی ارزشی) اصطلاحی است که با کارهای وبر مشهور شد و حتی به متون انگلیسی نیز راه یافت.
دیدگاه وبر بشدت بر متفکران پس از او اثرگذار بود، چنانچه امروزه دیدگاه پذیرفته شده عمومی در علوم اجتماعی و فلسفه را شکل داده‌است.